# Sperlingsgasse
Die Sperlingsgasse ist eine Straße im Berliner Ortsteil Mitte, die bis 1931 Spreestraße hieß (im 16./17. Jahrhundert: Neue Gasse zur Spree, ab 1685: Kleine Spreegasse, später: Spreestraße).

## Geschichte der Sperlingsgasse
Von den 18 Häusern der Sperlingsgasse, von denen 15 unter Denkmalschutz standen, wurde im Zweiten Weltkrieg das Wohnhaus Wilhelm Raabes zerstört, während die anderen nicht oder unterschiedlich stark beschädigt wurden, darunter das 1955 restaurierte Gasthaus Raabe-Diele, ein später aufgestockter, verputzter Fachwerkbau aus dem Jahr 1621.

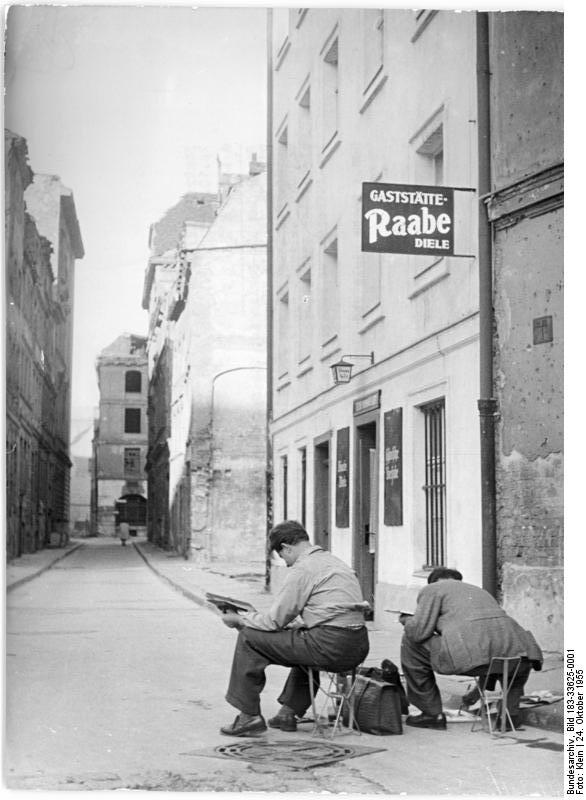
Das 1955 restaurierte Haus der Gaststätte Raabe-Diele in der Sperlingsgasse Nr. 10, hinten das ausgebrannte Schlüterhaus an der Ecke der Brüderstraße /Neumannsgasse aus der Zeit um 1700

Im Text zum abgebildeten Foto der Sperlingsgasse von 1955 heißt es: „Das Haus, in dem Frau Konarske, von den Berlinern ‚Joldelse‘ genannt, die Raabe Diele als Wirtin betreut, ist mit Unterstützung des nationalen Aufbauwerkes renoviert worden.“ Zwischen 1960 und dem Frühjahr 1964 wurden alle Häuser der Sperlingsgasse abgerissen und auf der Südseite ein Plattenbau mit Appartements errichtet. Die nördliche Straßenseite der Sperlingsgasse blieb unbebaut und grenzte an den Garten des ab 1962 errichteten Staatsratsgebäudes der DDR, in dem sich seit 2006 die European School of Management and Technology befindet. Heute besteht die Bebauung der Sperlingsgasse nur noch aus einem einzigen Haus, der Sperlingsgasse Nr. 1, einem DDR-Plattenbau. Die 1969 im neu errichteten Ermelerhaus am Märkischen Ufer als Replik eröffnete Raabe-Diele ist um 1997 geschlossen worden.

## Wilhelm Raabe und die Sperlingsgasse
Der 1856 erschienene erfolgreiche Roman Die Chronik der Sperlingsgasse von Wilhelm Raabe (unter seinem Pseudonym Jakob Corvinus) war Anlass, die Spreestraße 1931 anlässlich des 100. Geburtstages des Dichters in Sperlingsgasse umzubenennen (damals gab es weitere sechs Spreestraßen in Alt-Berlin). Raabe hat während seines Studiums in Berlin 1854/1855 in der Spreestraße Nr. 11 gewohnt.

## Kunst am Bau

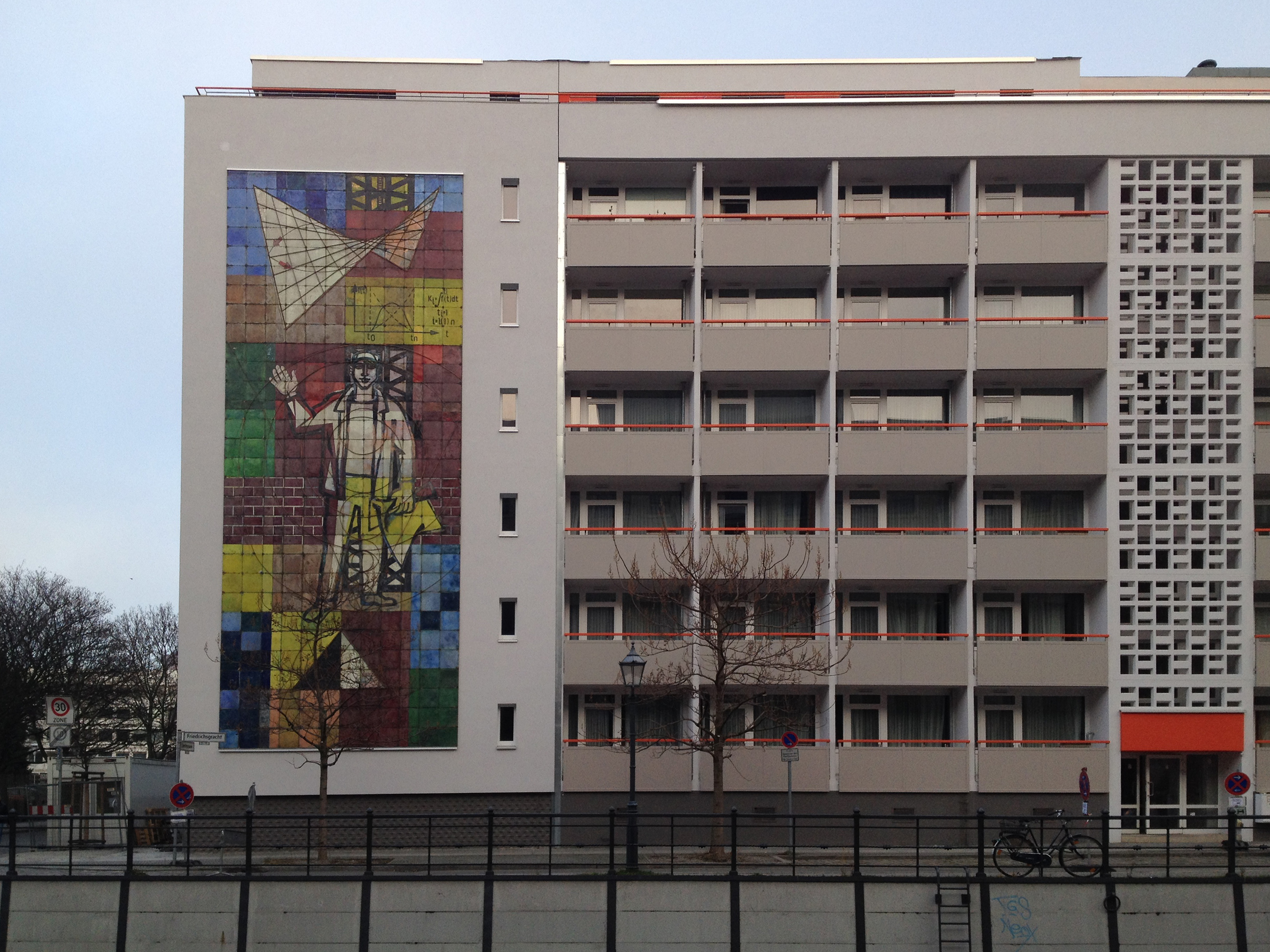
Wandbild von Walter Womacka am Haus Sperlingsgasse 1 /Ecke Friedrichsgracht

An der westlichen Stirnseite des Hauses Sperlingsgasse 1 zur Friedrichsgracht befindet sich eine wandfüllende Arbeit aus 360 farbig gefassten, emaillierten Kupferplatten von Walter Womacka. Sie zeigt einen von seinen Attributen umgebenen Bauarbeiter in Frontalansicht. Die Wanddekoration unter dem Titel Der Mensch, das Maß aller Dinge hatte Womacka 1968 für das Gebäude des Bauministeriums der DDR in der Breiten Straße geschaffen. Vor dessen Abriss im Zuge des Rückbaus der Straße ist es 2010 abgenommen und 2013 an dem von der Wohnungsbaugesellschaft Berlin-Mitte (WBM) sanierten und um Penthouse-Wohnungen erweiterten Haus angebracht worden.